# 原始日耳曼語
原始日耳曼語（英語：Proto-Germanic），也称共同日耳曼語（Common Germanic），是猜想中存在的一個所有日耳曼語族語言的共同祖先。
原始日耳曼语最终在公元前5世纪至公元5世纪期间从前日耳曼语（英語：Pre-Germanic）发展为日耳曼语的三个分支：西日耳曼语支、东日耳曼语支和北日耳曼语支，但它们在相当长的时间内保持着联系，特别是北海日耳曼语（包括英语），起源于西日耳曼语方言，并与北日耳曼语保持着持续的联系。
原始日耳曼语的一个显着特征是完成了格林定律所描述的过程，即在其作为原始印欧语方言的地位和逐渐分化为一种独立语言之间发生的一系列声音变化。公元四世纪，随着民族大迁徙的开始，原始日耳曼语时期结束了。
原始日耳曼语言并没有被任何连贯的现存文本直接证明；但采用比较法对其进行了重构。然而，在早期的符文铭文（特别是公元2世纪的维莫斯铭文和公元前2世纪的内高头盔铭文）和罗马帝国中，有（晚期）原始日耳曼语零碎的直接证明。

## 原始日耳曼語的演化
原始日耳曼語的演化始於這種原始語言因為地域的分隔而使各地的發音開始分歧。由於各地的語音習慣有所不同，使聲音慢慢地產生轉變。

### 考古學的貢獻
基于学术界对日耳曼语起源的一种主流观点，大约在4500年前起，亦就是北欧青铜时代之前，印欧语言的使用者们从日耳曼人的“理论发源地”（德语：Urheimat）的中央地区，到达了位于瑞典南部和日德兰半岛（丹麦及德国北部，当时的居民称作朱特人）的广阔平原地带。这里是唯一的一块没有发现前日耳曼语地名的土地。在这些移民未迁入之前此地已然有人居住，而地名的匮乏或是不完整性势必意味着原始印欧人曾经的长期、古老而又频繁的迁入，以至于既有名称的反复更替。如果说从考古学的角度来看待共同语是一种简单直接的手段(而不是直截了当地假设),那么印欧语言的使用者的身份就应该确认为是跨度更为广泛的绳纹器文化时期（又名条纹陶器文化时期）或战斧文化时期，可能还涉及之前一直发展至西欧新石器时代晚期的漏斗颈陶文化时期的缔造者。
随后原始日耳曼语从在原乡地区使用的印欧语中分离出来，考古学的成功发现有力地证明了在公元前750年左右，该语言真正分化成为独立的日耳曼支系之前，原始日耳曼语的使用者居住在南斯堪的纳维亚和西至荷兰海岸、东至威斯杜拉河的广大地区。

### 語言學的定義
原始日耳曼语在定义上被认为是构成自公元后500年所有已确证日耳曼语之祖先的语言基石。贯穿使用于北欧青铜时代（约公元前2500年——公元前500年）的晚期原始印欧语方言，被提出并认定为“前原始日耳曼语”或更为通俗地称作“前日耳曼语”，尽管该语言除去日耳曼语外亦没能够确证出其他的衍生语言。至公元前250年止，原始日耳曼语已分化成五个较大的日耳曼语语支，其中东面一支，西面和北面各两支。
根据历史语言学的理论，原始日耳曼语被看作树状模型的一个交叉节点，也就是说，如果一个语言的所有衍生语言能够被类比为生物学中的系谱世系，那么原始日耳曼语就可以作为交叉点或者是结节出现在系谱图中，从它可以衍生出所有的后代，而原始日耳曼语本身又可以作为一个支系的末端由另外一个结节——原始印欧语衍生出来。关于“结节”问题的其中之一就是它将意味着不自觉地强制定义一些固定语言的存在，而事实上“原始日耳曼语”在如此久远的时间序列中必然发生着持续的音变，任何一种法则或是分组只有在这些变化完成之后才会生效。
美国历史语言学家威弗列德·莱曼（Winfred P. Lehmann）认为雅各布·格林（Jacob Grimm）提出的主要针对辅音的“第一日耳曼语音音变”（又名格林定律和维尔纳定律）和曾经数十年认定前原始日耳曼语衍生出原始日耳曼语的理论，以及他的“上限理论”是对口语或重音在音节上的一种强制限定。而主流学者的观点则认为原始日耳曼语经历了一个由可变音位口语组成的，如同根据单词的音节长度，由一系列规则决定重音位置一样的“高低音调的改变”。
重音的固定直接引发了非重读音节的音变。引用莱曼的观点，“较低限”即为非重读音节中最终的-a或者-e的发音所能降到的程度。例如，原始日耳曼语中的woyd-á。另一位学者安东森在上限理论方面的观点与莱曼相一致，但随后不久他在古卢恩文字中发现了没有发生音位下降的证据：ékwakraz ... wraita, "I wakraz ... wrote (this)".他说：“我们必须得为原始日耳曼语找到一个新的‘较低限’”。
安东森个人的构想是将原始日耳曼语划分为早期和晚期两个部分，早期部分包括重音的固定和“自发元音音变”，而关于晚期的定义他列出了十条复杂的规则来同时描述元音与辅音的变化。

### 其他印歐語的借詞
我們可以從原始日耳曼語中來自其他印歐語的借詞，再與日耳曼語的語音轉變時間作比較，從而推斷出這些詞語被借入的時間。不過，由於事件的發生時間沒有一個準確的紀錄，這些推斷的準確性仍然會被質疑。

## 音韻學

### 子音
原始日耳曼語的子音藉由作用在原始印歐語子音上的格林定律和維爾納定律而產生。

#### 子音叢集
下表顯示出了重建後的原始日耳曼語的子音，斜線的部份被省去，以清楚表示發音的符號，在同一個格子當中，中間有「或」字樣的兩個發音，表示它們是同位異音，而其間的關係，則在下方進行解釋。
| 子音         | 唇音       | 舌冠音         | 軟顎音     | 唇軟顎音 |
| ------------ | ---------- | -------------- | ---------- | -------- |
| 清塞音       | p 或 pp    | t 或 tt        | k 或 kk    | kʷ       |
| 清擦音       | f 或 ff    | θ 或 θθ        | x 或 h     | xʷ 或 hʷ |
| 濁塞音或擦音 | ƀ, b 或 bb | đ, d 或 dd     | ǥ, g 或 gg | ǥʷ 或 gʷ |
| 鼻音         | m 或 mm    | n 或 nn        |            |          |
| 噝音         |            | z, s 或 ss     |            |          |
| 近音         | w 或 ww    | r, l 或 rr, ll | j 或 jj    |          |

#### 格林定律
格林定律是一套用來解釋原始日耳曼語從原來的原始印歐語經過一連串的發音轉變至原始日耳曼語的機制。它的內容大致可以用以下的表格詳列（各音素前後的"/"號被省略）。
|        | 清音變為擦音 | 濁音變為清音 | 送氣音變為不送氣音 |
| ------ | ------------ | ------------ | ------------------ |
| 唇音   | p > f        | b > p        | bʰ > b             |
| 齒音   | t > θ        | d > t        | dʰ > d             |
| 軟顎音 | k > x        | ɡ > k        | ɡʰ > ɡ             |
| 唇顎音 | kʷ > xʷ      | ɡʷ > kʷ      | ɡʷʰ > ɡʷ、w、ɡ     |

在擦音或其他塞音的後方，p、t和k通常不發生改變，像例如拉丁語（有著遺傳自原印歐語的t）的stella（意即「星星」）和octo（意即「八」）與中古荷蘭語的ster和acht等（有著未發生推移的t）的對照即一例。這個因此遺傳下來的t，後來和從有聲子音轉變而來的t相混合，也就是說多數的/t/的發音，有可能是來自因為上述例外而留下來的/t/，或者來自經由子音推移而來的/t/。

#### 維爾納定律
維爾納定律致力於對格林定律而言的一類例外：濁擦音有時出現在格林定律預期清擦音的地方；例如，PIE *bhrátēr > Pgmc *brōþēr "brother"而PIE *mātér > Pgmc *mōðēr "mother"。這個定律聲稱清擦音：/s/, /f/, /θ/, /x/在前導著非重音音節的時候是濁音，但是這個重音系統是在前原始日耳曼語中的PIE音高重音系統。維爾納定律因此最終服從格林定律并先於原始日耳曼語的音強重音。某些/s/依據維爾納定律濁化而產生了新音位/z/。

#### 同位異音
有時語音轉移產生了依賴最初語境的對輔音的不同發音（同位異音）。關於最初的/k/或/kʷ/ Trask聲稱：“結果的*/x/或*/xʷ/在詞首位置上被減弱為/h/和/hʷ/。”
在音位表中的雙寫字母表示已經在某些條件下被加長或延長的輔音，在某些後代語言中出現為雙寫字位。這個現象因此叫做長輔音。Kraehenmann聲稱：“因此，原始日耳曼語已經有了長輔音...但是只在詞中位置對比於短輔音。此外，它們不頻繁出現并且只出現在元音間且幾乎專門在短元音之後。”
林格（Ringe）認為，/b/、/d/、/g/和/gʷ/這幾個音「在某些狀況下是塞音，在其他狀況下則是擦音，但這些同位異音的細節尚不是非常地清楚。」這些擦音與維爾納定律所定義之擦音相混合。在開始時它們是否全是塞音、或全是擦音、或塞音擦音兼有等這點依舊不明朗。以下是一些已知的規則：
- 塞音出現在相同發音部位的鼻音的後方；像例如[d]的發音就出現在n的後方。
- 這些音在雙子音的狀況下發音為[b]、[d]和[g]。
- 字首的/b/和/d/可能已分別是，或已分別變成[b]和[d]了。
- 在l或z的後方，/d/的發音為[d]。

### 母音
|      | 前             | 央 | 後   |
| ---- | -------------- | -- | ---- |
| 閉   | i(:)           |    | u(:) |
| 中   | e(:) (e: = ē2) |    | o:   |
| 次開 | æ: (ǣ = ē1)    |    |      |
| 開   |                | a  |      |

- 原始日耳曼語有四個短母音（i,u, e, a），和四到五個長母音(ī, ū, ē, ō和可能的ǣ）。這些發音實際的發音部位和音高是未知的。
- 原始印歐語的*a與*o在原始日耳曼語當中合併為*a，原始印歐語的*ā和*ō在原始日耳曼語當中合併為*ō（相似但方向正好相反的融合亦發生在斯拉夫語族當中，其中*ā, *ō > *ā）。在母音融合時，在這兩個母音的發音分別變成[ɑ]和[ɔ:]前，它們的音值可能是[ɒ]和[ɒ:]。
- ǣ和ē被分別記作ē1與ē2；但目前還不確定ē2是否為音素之一，這個音只出在少數幾個詞當中；這是通過比較法假定的，因為雖所有可證明反映了原印歐語*ē(PGmc. *ē¹)的實例，在哥德語中都反映為ē，而在其他日耳曼語中則反映為*ā。所有的日耳曼語言，在某些字詞中都反映出ē的音(比如哥德語/古英語/古諾爾斯語hēr (意即「這裡」) < PGmc. *hē²r)。

Krahe把ē²（第二ē）當作是同一於ī。它可能延續原印歐語的*ei或*ēi，并可能已經處在原始日耳曼語時期的從雙元音到長單元音的轉變過程中。哥德語沒有正字法，因此可能在ē¹和ē²之間可能沒有語音區分。兩個原始日耳曼語[eː]類的音位的存在由兩個e類的Elder Futhark盧恩字母Ehwaz和Eihwaz的存在所支持。
- 隨著時間的過去，非重音的母音開始出現弱化的現象，開始於原始日耳曼語時期的末尾，并持續進入到各種方言的歷史中。這在原始諾爾斯語中反映為極小程度的弱化，而在哥德語、古高地德語、古英語、現代德語和現代英語中有著穩固的、更大程度的弱化。

## 形態學
藉由歷史語言學的方法，可以了解許多關於原始日耳曼語的內容，但應當要知道的是，以下的內容基本上為假定，同時原日耳曼語的重構有著多種版本存在。所有重建的形式皆以（*）標明。

### 屈折系統的簡化
許多人宣稱比起希臘語、拉丁語或梵語，日耳曼語言的形態變化是高度簡化的。雖然在某些方面這是對的，但比起較早期的祖先語言，這種現象更有可能是因為日耳曼語言被證實的存在時期較晚而產生的。事實上日耳曼語言的屈折系統是否完全地簡化這點也是具爭議性的。一些比日耳曼語族還要早的印歐語，像赫梯语（Hittite language），也被證實有著簡化後的變格系統。可以說兩者均已棄用了複雜的變格系統，或者說二者雖然變化過程類似，但並不存在任何的因果關係。

### 形態上特徵的總括
名詞和形容詞至少有六個格變化，它們分別是主格、屬格、與格、賓格、工具格和呼格。較早期存在的方位格和離格形式的剩餘亦可稀疏地見於少數代名詞與副詞的形式。工具格和呼格僅在單數中出現；同時工具格僅存於西日耳曼語支當中，而呼格僅存於哥德語當中。
動詞和代名詞有三個數：單數、雙數和眾數。雖然在所有最早期的語言當中，代名詞的雙數皆存留了下來，但動詞形式的雙數只存留於哥德語當中。（被假設存在的）名詞和形容詞的雙數形在最早的文獻紀錄出來前就已經消失了。就如同義大利語族的情況一般，這些雙數可能在原始日耳曼語分化成不同的語言之前就已經消失了。
原始日耳曼語有六個格（主格、屬格、與格、賓格、工具格和呼格）、三個數（單數、雙數、眾數）、三個性（陰性、陽性和中性）、三個語氣（直陳式、來自原印歐語祈願語氣的虛擬式、以及命令式）、兩個語態等。這和拉丁語、希臘語以及存在西元200年左右的中古印度-雅利安語的狀況相似。

### 名詞
名詞變化系統有很大一部份是傳承自原印歐語的。以/a/、/ō/、/n/、/i/和/u/等「詞幹音」對不同的性數格等所做的變化為主要的名詞變化。最前面的三種「詞幹」形式特別地重要，並同時被用做形容詞變化的基礎。最前面的兩類「詞幹音」變化（/a/類和/ō/類）分別有/ja/和/wa/，以及/jō/和/wō/的變體形式。本來這些變體就和它們所相對應的母音詞幹形式進行相同的變化，但之後的發音變化卻傾向於將它們變為該兩種母音變化類（/a/類和/ō/類）的子類。/n/類的名詞有著許多的子類，包括/ōn/（陽性與陰性名詞）類、/an/（中性名詞）類和/īn/（陰性名詞，多半用於抽象類名詞）類等。「根」名詞（以許多不同的子音結尾）、親屬關係名詞（以/er/結尾）以及以以/z/結尾的中性名詞（這一個類在德語當中，很大幅度地擴張）等所構成的一些較小的子類亦存在著。動詞的現在分詞形，以及少部份的名詞，則以/nd/結尾。在所有的類別當中，中性名詞的主格與賓格結尾，不同於陽性名詞和陰性名詞的，其中陰性和陽性名詞的主格與賓格結尾相似。
以下以*wulfaz（意即「狼」）和*gastiz（意即「客人」）這兩個字做為不同詞幹音名詞變化的範例：
|        | 以-a-做為詞幹音的名詞 | 以-a-做為詞幹音的名詞 | 以-i-做為詞幹音的名詞 | 以-i-做為詞幹音的名詞 |
| 單數   | 眾數                  | 單數                  | 眾數                  |                       |
| ------ | --------------------- | --------------------- | --------------------- | --------------------- |
| 主格   | *wulfaz               | *wulfōs, -ōz          | *gastiz               | *gastijiz             |
| 賓格   | *wulfan               | *wulfanz              | *gastin               | *gastinz              |
| 屬格   | *wulfisa, -asa        | *wulfōn               | *gastisa              | *gastijōn             |
| 與格   | *wulfai, -ē           | *wulfamiz             | *gastai               | *gastī                |
| 呼格   | *wulfa                | —                     | *gasti                | —                     |
| 工具格 | *wulfō                | —                     | *gastī                | —                     |

### 形容詞
形容詞與名詞的性、數、格等相呼應。形容詞的變化分為強變化和弱變化兩類，而它們本分別帶有非限定和限定的意義。弱變化因為其限定意義，因而在其後裔語言當中，變成是和指示代詞與定冠詞的出現相聯繫的一種變化。「強變化」和「弱變化」的稱呼，是基於這些變化在德語以及古英語等語言當中後來發展出來的狀況而命名的，在這些語言當中，強變化結尾有著較弱變化多的「變化形式」。在像哥德語等較古早的語言當中，這個稱呼和「變化形式」的多寡是沒有什麼區別的。
強變化源於名詞的/a/類和/ō/類詞幹音的變化模式和原印歐語的代詞變化結尾的相混；而弱變化則是以名詞的/n/類詞幹音變化為基礎的。
以下以*blindaz（意即「瞎的」）的強弱變化形式進行說明：
|        | 強變化         | 強變化      | 強變化     | 強變化      | 強變化         | 強變化      | 弱變化     | 弱變化              |
| 陽性   | 陽性           | 陰性        | 陰性       | 中性        | 中性           | 單數        | 眾數       |                     |
| 單數   | 眾數           | 單數        | 眾數       | 單數        | 眾數           | 單數        | 眾數       |                     |
| ------ | -------------- | ----------- | ---------- | ----------- | -------------- | ----------- | ---------- | ------------------- |
| 主格   | *blindaz       | *blindai    | *blindō    | *blindōz    | *blinda, -atō  | *blindō     | *blindanō  | *blindaniz          |
| 賓格   | *blindanō      | *blindanz   | *blindō    | *blindōz    | *blinda, -atō  | *blindō     | *blindana  | *blindaniz, -anuniz |
| 屬格   | *blindez（a）  | *blindaizō  | *blindezōz | *blindaizō  | *blindez（a）  | *blindaizō  | *blindeniz | *blindanō           |
| 與格   | *blinde/asmē/ā | *blindaimiz | *blindai   | *blindaimiz | *blinde/asmē/ā | *blindaimiz | *blindeni  | *blindanmiz         |
| 工具格 | *blindō        | —           | —          | —           | —              | —           | —          | —                   |

### 限定詞
原始日耳曼語有著一個同時用作指示形容詞與指示代詞的「指示詞」。在一些後裔語言當中，它發展成所謂的定冠詞以及許多其他的指示詞。
|        | 陽性             | 陽性            | 陰性   | 陰性    | 中性 | 中性      |
| ------ | ---------------- | --------------- | ------ | ------- | ---- | --------- |
| 單數   | 眾數             | 單數            | 眾數   | 單數    | 眾數 |           |
| 主格   | *sa              | *þai            | *sō    | *þōz    | *þat | *þō, *þiō |
| 賓格   | *þen(ō), *þan(ō) | *þans           | *þō    | *þōz    | *þat | *þō, *þiō |
| 屬格   | *þes(a)          | *þezō           | *þezōz | *þaizō  | —    | —         |
| 與格   | *þesmō, *þasmō   | *þemiz, *þaimiz | *þezai | *þaimiz | —    | —         |
| 工具格 | *þiō             | —               | —      | —       | —    | —         |
| 方位格 | *þī              | —               | —      | —       | —    | —         |

### 動詞
對比於古希臘語、拉丁語和梵語等具有六到七個時態的語言，原始日耳曼語只有兩個時態。這有一部份是因為原始日耳曼語發生了一種丟失原始印歐語完成時等時態的「去屈折化」（Deflexion）的過程所造成的。然而許多其他語言「多餘的」時態（未來時、未來完成時，可能再加上過去完成時以及未完成時等）看起來像是它們新創的，而這些「多餘的」時態亦未出現在原始印歐語當中。
動詞的時態系統是日耳曼語言屈折系統當中，明顯簡化的部份，它只剩下現代時和過去時兩個時態，然而：
- 之後發展出來的日耳曼語言（尤其是現代英語）有著透過迂言法（Periphrasis）所建構出來的一個更為複雜的時態系統。
- 原印歐語可能只有三個「時態」（現代時、未完成過去時和完成時），而這些時態可能首先有著一個體性的位置和之後的一個時態性的位置存在。未來時可能是藉由使用虛擬式或願望式（英语：Desiderative mood）來表達。在其他語言各自的歷史上，它們其他的時態往往是由不同意思的東西所派生出來的（這些時態可能是藉由迂言結構(像希臘語和梵語的/e-/結構，以及拉丁語的來自原印歐語動詞/bʱuː/(意即「是」）的/-b-/結構等皆為其例)或將虛擬式和祈願式重新闡明為未來時等類推出來的)。
- 日耳曼語言的過去時包括了來自原印歐語「不定過去時」和「完成時」的形式；這點和拉丁語完成時的狀況相似。

### 代詞
|        | 第一人稱   | 第一人稱   | 第一人稱   | 第二人稱   | 第二人稱  | 第二人稱 | 第三人稱 | 第三人稱 | 第三人稱 | 第三人稱 | 第三人稱 | 第三人稱 |
| 單數   | 雙數       | 眾數       | 單數       | 雙數       | 眾數      | 單數     | 單數     | 單數     | 眾數     | 眾數     | 眾數     |          |
| 單數   | 雙數       | 眾數       | 單數       | 雙數       | 眾數      | 陽性     | 陰性     | 中性     | 陽性     | 陰性     | 中性     |          |
| ------ | ---------- | ---------- | ---------- | ---------- | --------- | -------- | -------- | -------- | -------- | -------- | -------- | -------- |
| 主格   | *ek *ik1   | *wet *wit1 | *wīz *wiz1 | *þū        | *jut      | *jūz     | *iz      | *sī      | *it      | *īz      | *ijōz    | *ijō     |
| 賓格   | *mek *mik1 | *unk       | *uns       | *þek *þik1 | *inkw     | *izwiz   | *inǭ     | *ijǭ     | *it      | *inz     | *ijōz    | *ijō     |
| 屬格   | *mīnaz     | *unkeraz   | *unseraz   | *þīnaz     | *inkweraz | *izweraz | *es      | *ezōz    | *es      | *ezǫ̂     | *ezǫ̂     | *ezǫ̂     |
| 與格   | *miz       | *unkiz     | *unsiz     | *þiz       | *inkwiz   | *izwiz   | *immai   | *ezōi    | *immai   | *imaz    | *imaz    | *imaz    |
| 工具格 | *miz       | *unkiz     | *unsiz     | *þiz       | *inkwiz   | *izwiz   | *inō     | *ezō     | *inō     | *imiz    | *imiz    | *imiz    |

1 – 輕讀變體

### 引用
1. ↑  此處所示之圖，是根據1988年版的《企鵝出版社的世界歷史地圖》（Penguin Atlas of World History）所製作的

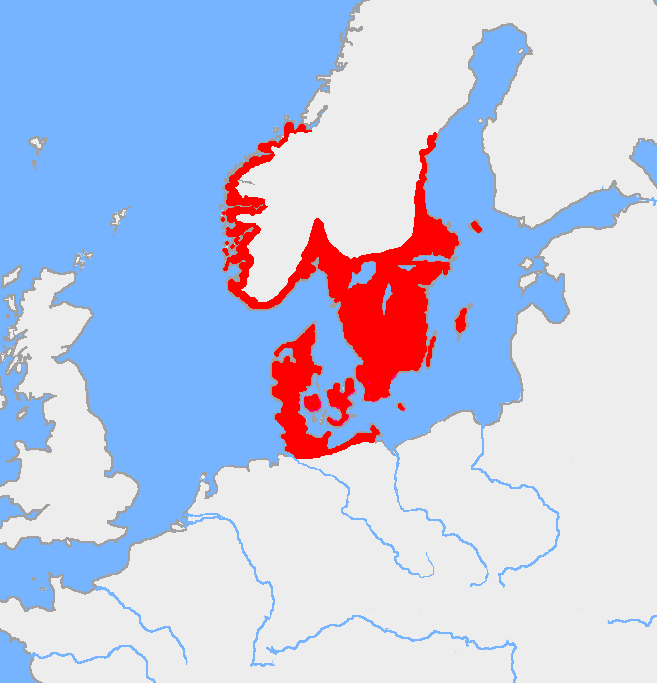
北欧青銅器文化在大約西元前1200年左右時的分佈

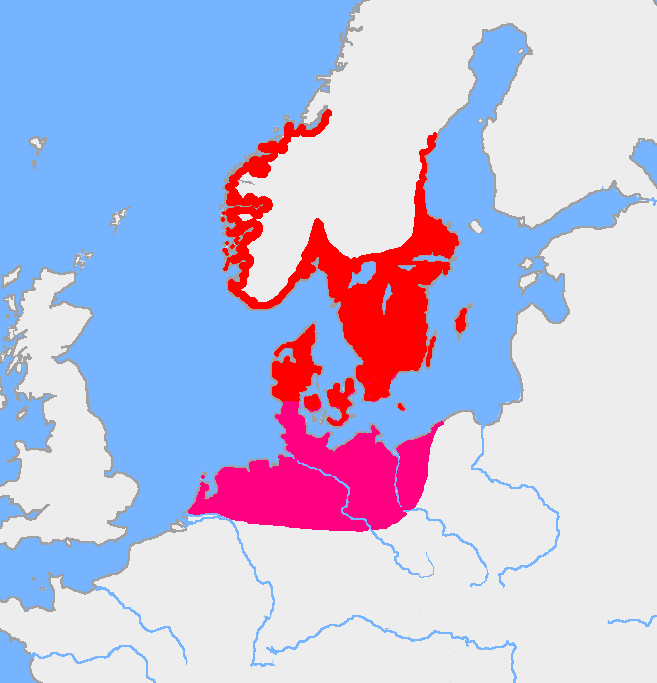
在西元前五百年到西元前五十年左右，被認為和原始日耳曼語使用者有關的前羅馬鐵器文化分佈區，在斯堪地納維亞以南，以洋紅色標明的部份為亞斯多夫文化分佈區

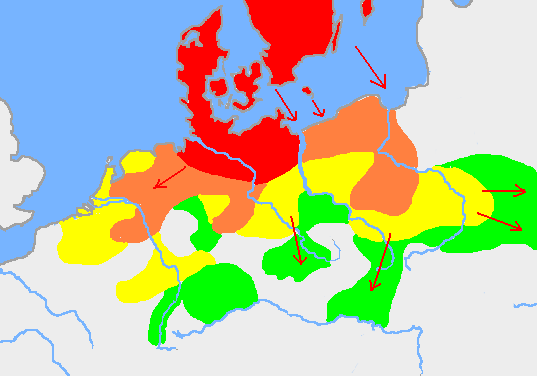
日耳曼部落於西元前750年左右至西元元年左右的擴張：
到西元前750年以前的殖民地
到西元前500年為止所拓展的殖民地
到西元前250左右為止的所拓展的殖民地
到西元元年為止所拓展的殖民地

2. ↑  Bell-Fialkoll (Editor), Andrew. . Palgrave Macmillan. 2000: page 117. ISBN 0-312-21207-0. Note that the term "pre-Germanic" is equivocal, meaning, as here, either prior to the Indo-European ancestors or Indo-European but prior to Proto-Germanic.
3. ↑  Kinder, Hermann; Werner Hilgemann; Ernest A. Menze (Translator); Harald and Ruth Bukor (Maps). . Harmondsworth: Penguin Books. 1988: Volume 1 page 109. ISBN 0-14-051054-0.
4. 1 2 3 4  . . Chicago, IL, United States: Encyclopædia Britannica, Inc. 1993. ISBN 0-85229-571-5. This long-standing, well-known article on the languages can be found in almost any edition of Britannica.
5. ↑  Pre-Proto-Germanic is relatively recent, but it still does not solve the problem of distinguishing pre-PIE from PIE but pre-Germanic populations.
6. ↑  The links in this sentence suffice to explain the basic concept but more information can be found in numerous books including Lass, Roger. . Cambridge University Press. 1997: Chapter 3.6 "Sound Laws". ISBN 0-521-45924-9.
7. ↑  This article covers some of the major changes but for more of a presentation see Kleinman, Scott.  (pdf). English 400: History of the English Language: Grammar Tutorial and Resources. California State University, Northridge.   [2007-11-05]. （原始内容存档 (PDF)于2021-01-14）.
8. ↑  Described in this and the linked articles but see Kleinman.
9. ↑  Lehmann, W. P. . Language. 1961, 37 (1)  [2022-10-13]. ISSN 0097-8507. JSTOR 411250. doi:10.2307/411250. （原始内容存档于2022-10-13）.
10. ↑  Bennett, William H. . PMLA/Publications of the Modern Language Association of America. 1970-05, 85 (3). ISSN 0030-8129. doi:10.2307/1261448 （英语）.
11. ↑  Antonsen, Elmer H. . Language. 1965-01, 41 (1)  [2022-10-13]. JSTOR 411849. doi:10.2307/411849. （原始内容存档于2023-02-10）.
12. ↑  Antonsen, Elmer H. . Walter de Gruyter. 2002: pages26–30. ISBN 3-11-017462-6. This presentation also summarizes Lehmann's view.
13. ↑  Antonsen (2000) page 28 table 9.
14. ↑  Van Kerckvoorde, Colette M. . Berlin and New York: Mouton de Gruyter. 1993: page 123. ISBN 3-11-013535-3.
15. ↑  Trask, Robert Lawrence. . Chicago, London: Fitzroy Dearborn. 2000: 122. ISBN 1579582184.
16. ↑  Kraehenmann, Astrid. . Berlin and New York: Mouton de Gruyter. 2003: 58. ISBN 3110176807.
17. ↑  Ringe, page 100.
18. ↑  Ringe, Donald. . Oxford University Press. 2006. ISBN 0-19-928413-X.

## 外部連結
- W.P. Lehmann與J. Slocum（eds.）的「原始日耳曼語語法」網頁